# Georg Rudolf Koegel
Georg Rudolf Koegel (* 29. November 1855 in Leipzig; † 5. März 1899 in Basel) war ein deutscher Germanist.

## Herkunft
Seine Eltern waren der städtischer Beamte Franz Julius Koegel und dessen Ehefrau Dorothea Theresia Schotte.

## Leben
Koegel lernte ab 1866 an der Thomasschule zu Leipzig und ab 1874 studierte er Germanistik, vergleichende Sprachwissenschaft und klassische Philologie an der Universität Leipzig. Zu seinen Professoren zählten Friedrich Zarncke, Wilhelm Braune, Friedrich August Eckstein, Georg Curtius und August Leskien. 1878 promovierte er zum Dr. phil.
Danach wurde er Lehrer an der Alten Nikolaischule. Er habilitierte sich 1883, wurde Privatdozent für Germanistik und 1888 außerordentlicher Professor in Leipzig. Später wurde er ordentlicher Professor der deutschen Sprache und Literatur an der Universität Basel. 1898 war er Rektor.
Im September 1892 heiratete er Cecile von Salis aus Basel. Die Witwe heiratete nach dem Tod ihres Mannes den Professor Otto von Herff.